# Fresno County
Fresno County er et amt beliggende i Central Valley i den amerikanske delstat Californien. Hovedbyen i amtet er Fresno. I år 2010 havde amtet 930.450 indbyggere.

## Historie
Fresno County blev grundlagt i 1856 fra dele af Mariposa, Merced og Tulare County.

## Geografi
Ifølge United States Census Bureau er Fresnos totale areal er 15.585,0 km² hvoraf de 141,7 km² er vand. 

### Grænsende amter
- San Mateo County - nordvest
- Santa Clara County - nordøst
- San Benito County - sydøst
- Monterey County - sydøst og syd

### Byer i Fresno
| - Auberry - Big Creek - Biola - Bowles - Calwa - Cantua Creek - Caruthers - Centerville - Clovis - Coalinga - Del Rey - Dunlap | - Easton - Firebaugh - Fort Washington - Fowler - Fresno - Friant - Highway City - Huron - Kerman - Kingsburg - Lanare - Laton | - Malaga - Mayfair - Mendota - Mercey Hot Springs - Minkler - Monmouth - Old Fig Garden - Orange Cove - Parlier - Prather - Raisin City - Reedley | - Riverdale - Rolinda - San Joaquin - Sanger - Selma - Shaver Lake - Squaw Valley - Sunnyside - Tarpey Village - Three Rocks - Tollhouse - Tranquillity - West Park |